# Reverse Innovation
Reverse Innovation (deutsch: zurückgeführte Innovation) beschreibt den Prozess des Rücktransfers einer innovativen Technologie oder Dienstleistung aus einem Schwellenland (wo sie entwickelt oder produziert wurde) in ein Industrieland.
Der Begriff wurde von Vijay Govindarajan (* 1949) vom Dartmouth College popularisiert. Er bezeichnet Innovationsprozesse in Entwicklungs- und Schwellenländern, die zu weniger kapitalintensiven, billigeren, an lokale Bedürfnisse angepassten Technologien führen sollen. Die so vor Ort konzipierten, teils radikal einfachen Produkte haben Exportchancen in hoch entwickelte Industrienationen (glocalization). Sie haben das Potenzial, teure, der Verfügbarkeit von Arbeit und Kapital und den hohen Einkommen in den Industrieländern entsprechende kapitalintensive Technologien oder solche, deren Anwendung eine komplexe Infrastruktur voraussetzt, zu verdrängen. Sie können auch von global agierenden Unternehmen in den Entwicklungs- und Schwellenländern gefertigt werden. Diese Perspektive betonte zuerst GE-Vorstand Jeffrey R. Immelt.

## Abgrenzung
Reverse Innovation unterscheidet sich von der bekannten Strategie, abgespeckte Varianten von Premium-Produkten für Entwicklungsländer herzustellen oder veraltete Technologien dorthin zu exportieren, zum einen durch ihren Produktionsort, zum anderen durch die Orientierung an den Einkommen, Bedürfnissen, kulturellen Präferenzen (z. B. Fleisch-Tabus, spezifische Moralvorstellungen) und besonderen Infrastrukturbedingungen vor Ort (z. B. fehlendes Stromnetz, schlechte Straßen, Luft- und Wasserverschmutzung). Allerdings spielen nicht nur das Einkommens- und Infrastrukturgefälle, sondern auch Nachhaltigkeitsaspekte eine zunehmend wichtige Rolle für die Verbreitung von Reverse Innovation. Die Anpassung der so entwickelten Produkte kann nur durch Einbindung von Mitarbeitern des Landes gelingen, die nicht in erster Linie den technischen Gegebenheiten der Industrieländer verpflichtet sind. Die Knappheitsbedingungen sind geradezu ein Katalysator für Innovation dieses oftmals – aber nicht notwendigerweise – disruptiven Typs von Innovation, der auch trickle-up innovation genannt wird. Während Reverse Innovation die Chancen des profitablen Rücktransfers von Technik in die hochentwickelten Länder fokussiert, wird der Terminus Angepasste Technologie eher im Kontext der Entwicklungszusammenarbeit gebraucht und umfasst z. T. auch die lokalen „archaischen“ Technologien. Allerdings spielen nicht nur Einkommens- und Infrastrukturgefälle, sondern auch Nachhaltigkeitsaspekte eine zunehmend wichtige Rolle für die Verbreitung von Reverse Innovation.
Auf US-amerikanische Unternehmen bezogen (bisher liegen keine umfassenderen Erkenntnisse zu anderen Märkten vor) stellte Govindarajan fest, dass Reverse Innovation nach einem 5-Phasen-Modell verläuft. Demnach wird vorausgesetzt, dass ein Unternehmen eine globale Marktpräsenz anstrebt und die erforderlichen Ressourcen global bereitgestellt werden können. Es folgt die Anpassung globaler Produkte an lokale Bedürfnisse (glocalization). Als nächster Schritt erfolgt die Rückführung und Anpassung dieser Produkte in die heimischen Märkte.
1. Phase: Globale Marktpräsenz erreichen
2. Phase: Ressourcen global zugänglich machen
3. Phase: Glocalization
4. Phase: Reverse Innovation
5. Phase: Anpassung für den Weltmarkt

## Beispiele
Viele bekannte Beispiele stammen aus Indien, so z. B.
- der batteriegetriebene kompressorlose 69-US-Dollar-Kühlschrank ChotuKool der Unternehmensgruppe von Ardeshir Godrej, der für ländliche Gebiete Indiens entwickelt wurde[4]
- das 300 Dollar-Haus von V. Govindarajan
- der indische Tata Nano als kostengünstigstes Auto der Welt (2.000 Euro), das allerdings bisher nicht nach Europa exportiert wurde
- das für Indien entwickelte 5-Dollar-Mobilfon von Nokia
- ein tragbares Ultraschallgerät, das aus Indien über China seinen Weg zu General Electric fand
- die fettarmen Maggi-Suppennudeln von Nestlé, die – für Pakistan und Indien konzipiert – nach Australien gelangten
- der vom MIT für Indien entwickelte und dort produzierte Rollstuhl, der in die USA zurück importiert wurde[5]
- im Dienstleistungsbereich die Grameen-Bank mit dem Verzicht auf formale Sicherheiten für Mikrokredite.[6]

Ein Beispiel aus Afrika ist das (allerdings in den USA entwickelte) Bambusfahrrad aus Ghana.
Die Investitionskosten für diese mittleren Technologien liegen pro Arbeitsplatz oft um ein bis zwei Zehnerpotenzen unter denen eines industriellen Arbeitsplatzes in einem Industrieland.

## Probleme der Umsetzung
Das wohl häufigste Problem bei Reverse Innovation-Projekten ist die Fehleinschätzung der besonderen wirtschaftlichen, sozialen und technischen Zusammenhänge aufstrebender Märkte. Dabei sollte das Verständnis zum Konsumverhalten dieser Märkte, dessen Verwendung und Einsatz von Technologien sowie die Wahrnehmung von Statussymbolen die Grundlage für die Produktentwicklung. Dementsprechend kann das Marktverhalten der Entwicklungs- und Schwellenländern nicht von Industrienationen abgeleitet werden. Vielmehr bedarf es einer gesonderten Betrachtung. Einer Studie von Govindarajan und Winter zufolge kann es gelingen, die wohl häufigsten 5 Fallen (traps) eines Reverse Innovation-Projekts zu umgehen, indem gewisse Designprinzipien befolgt werden.
1. Falle: Der Versuch, Marktsegmente auf Basis bestehender Produkte zu bestimmen.
 Diese Vorgehensweise erscheint zunächst schneller, günstiger und weniger riskant: Bewährte Premium-Produkte werden als abgespeckte Varianten (z. B. durch schlichteres Design oder weniger Produktfeatures) in Schwellen- und Entwicklungsländer exportiert. Das birgt das Risiko mit sich, dass Technologien auf vorgefassten Lösungen beruhen. Die eigentlichen Bedürfnisse des Zielmarktes werden jedoch nicht berücksichtigt.
2. Grundsatz: Definiere das Problem unabhängig von der Lösung.
 Vorgeformte Lösungen aufzugeben kann neue Möglichkeiten für innovative Produkte außerhalb des bestehenden Portfolios hervorbringen. Neben der isolierten Betrachtung des Problems kann die Beobachtung des Marktverhaltens Signale geben, die üblicherweise nicht durch Kunden direkt artikuliert werden.
3. Falle: Der Versuch, durch abgespeckte Varianten der Premium-Produkte den Preis zu senken.
 Dem liegt die Annahme zugrunde, dass Menschen in Schwellen- und Entwicklungsländern bereit seien, eine schlechtere Produktqualität zu akzeptieren.
4. Grundsatz: Schaffe eine optimale Lösung und nutze dabei die Gestaltungsfreiheiten der Wachstumsmärkte.
 Schwellenländer bringen zwar viele Einschränkungen mit sich, sie eröffnen aber auch grundlegende Gestaltungsfreiheiten. Diese ergeben sich aus den jeweiligen Marktgegebenheiten. Niedrige Lohnkosten ermöglichen kosteneffiziente manuelle Fertigungsmöglichkeiten.
5. Falle: Das Versäumnis, die technischen Anforderungen der Schwellenländer zu überdenken.
 So können sich die technische Umgebung und Infrastruktur in Schwellenländern stark von denen in Industrieländern unterscheiden. Zwar haben Naturgesetze überall ihre Gültigkeit, aber die Probleme gehen auf unterschiedliche technische und natürliche Faktoren zurück (Physik, Chemie, Energetik, Ökologie etc.).
6. Grundsatz: Analysiere die technische Umgebung hinter dem Verbraucherproblem.
 In Schwellenländern werden Produkte in einem anderen technischen Zusammenhang gesehen. So können Erkenntnisse über den alternativen Einsatz von Energie, ihre Effizienz, den Wärmetransfer etc. Verbraucherwünsche auf neuartige Weise zufriedenstellen. Daneben bringen soziale und wirtschaftliche Faktoren andere Einsatzmöglichkeiten hervor, die bei der Produktentwicklung zu berücksichtigen sind.
7. Falle: Die Vernachlässigung von Stakeholderinteressen.
 Ein kurzer Aufenthalt in einem Schwellenland macht noch keinen Experten aus. Verbraucherbedürfnisse sind komplex und können nicht binnen wenigen Tagen durch Produktentwickler beobachtet, erfasst und verstanden werden.
8. Grundsatz: Lasse das Produkt von so vielen Interessengruppen wie möglich testen.
 Der Erfolg eines Produktes kann durch die frühe Einbindung aller an der Wertschöpfungskette Beteiligten maßgeblich gesteigert werden. In diesem Zusammenhang ist entscheidend, wer der konkrete Endverbraucher ist und was seine Bedürfnisse und Erwartungen an das Produkt sind. Ferner ist zu beachten, wer das Produkt herstellt, vertreibt, verkauft, aber auch wer es bezahlen, reparieren und schließlich nutzen wird.
9. Falle: Fehlender Glaube, dass ein für das Schwellenland hergestelltes Produkt auch weltweite Anziehungskraft hat.
 Die Annahme, dass westliche Verbraucher markenbewusst seien und empfindlich auf Leistungsveränderungen reagieren, schließe aus, dass Produkte aus Schwellenländern Akzeptanz fänden, und zwar auch dann nicht, wenn diese wesentlich günstiger wären.
10. Grundsatz: Nutze die Bedingungen der aufstrebenden Märkte, um global erfolgreiche Produkte zu entwerfen.

So indizieren Faktoren wie das durchschnittlichen Einkommen, eine schwach ausgeprägte Infrastruktur und Ressourcenknappheit, welche Bedingungen an den Preis, die Produktbeständigkeit und das Material zu stellen sind. Letztlich führen die Marktbedingungen in Schwellenländern dazu, dass technologische Errungenschaften hervorgebracht werden, die durch ihre Features für Verbraucher weltweit interessant werden.

## Vorteile derTrickle-up Innovation
Dem indisch-amerikanischen Wirtschaftswissenschaftler C. K. Prahalad zufolge können internationale Konzerne und Start-ups wertvolle Erkenntnisse aus der Beobachtung der Erfindungen und Dienstleistungen der Schwellenländer ziehen und diese dann für die Industrieländer anpassen. Prahalad hebt fünf Konkurrenzvorteile von Innovationen in Entwicklungs- und Schwellenländern hervor, die auch von Unternehmen in entwickelten Industriestaaten genutzt werden können:
- Kostengünstige Produkte

Schwellenländer können es sich oft nicht leisten, Produkte aus USA oder Westeuropa zu importieren und sind gezwungen, preiswerte Materialien oder Fertigungsmöglichkeiten selbst zu entwickeln.
- Übersprung-Technologie

Entwicklungsländern mangelt es oft an Infrastruktur, also überspringen sie oft ganze Technologiegenerationen, die aufwändige Netze voraussetzen, und treiben vermehrt neue Technologien wie Mobiltelefone oder Solarenergie voran, die weniger abhängig von einer komplexen Infrastruktur sind.
- Dienstleistungs-Ökosysteme

Unternehmer in armen Ländern müssen sich oft auf die Hilfe anderer verlassen; somit entstehen innovative Partnerschaften (z. B. mit von Mobilfunkunternehmen mit Internet-Cafés, in denen eine Online-Identitätsprüfung erfolgt).
- Robuste Systeme

Entwicklungsmärkte benötigen Technologien, die auch unter schwierigen Bedingungen funktionieren müssen, z. B. in Zeiten des Monsuns.
- Neue Programme

Verbraucher in armen Ländern können durch Angebote für Add-ons die Lebensdauer der vorhandenen Programme bzw. Produkte verlängern.

## Kritik
Kritiker halten Govindarajan vor, dass er sich fast ausschließlich auf US-amerikanische Beispiele und dabei insbesondere auf die Praxis von General Electric stütze. Dadurch vernachlässige er die Tatsache, dass Prozesse des Technologietransfers hochgradig kulturabhängig sind. Für das Scheitern des traditionellen Innovations-Exports gibt es zahllose Beispiele. Das gelte auch für den Rücktransport von Innovationen aus Schwellenländern in die Metropolen. Die empirische Basis für die Verallgemeinerung der Erfahrungen sei zu schmal, die Extrapolation des Falles General Electric willkürlich. Für Europa und Japan gebe es noch kaum Studien.